# Горчаков, Владислав Николаевич
Владисла́в Никола́евич Горчако́в (27 марта (8 апреля) 1822, деревня Горчаковка Валковский уезд Харьковской губернии — не ранее 1853) — русский поэт-дилетант.

## Биография
Родился в семье отставного капитана. Получил первоначальное домашнее образование, затем учился в Харьковском университете. В 1846 поступил на службу в канцелярию московского гражданского губернатора. С 1850 коллежский регистратор.

## Литературная деятельность
В 17 лет выпустил свой единственный сборник «Стихотворения» (Москва, 1839). Произведения в стилистическом и жанровом отношениях продолжают стихотворную культуру 1810—1820-х годов, преимущественно элегическую традицию. Вместе с тем в сборнике обнаруживаются характерные романтические мотивы, напоминающие поэзию М. Ю. Лермонтова, и опыты фольклорных стилизаций, в которых усматривают подражание А. В. Кольцову. Книга вызвала иронические отклики ведущих литературных журналов эпохи. В. Г. Белинский при отрицательной оценке отметил, что стих Горчакова «довольно гладок и вообще благопристоен».